# Craig Padilla
Craig Padilla is een Amerikaanse bespeler van elektronische toetsinstrumenten. Zijn muziek wordt door muzieksite Allmusic ingedeeld als zijnde ambient met invloeden van de Berlijnse School voor elektronische muziek.
Hij begon echter als gitarist. Thuis hoorde hij op jonge leeftijd albums als Sgt. Pepper's Lonely Hearts Club Band van The Beatles, Every Good Boy Deserves Favour van Moody Blues en The Dark Side of the Moon van Pink Floyd en verbaasde zich over de nieuwe klanken die men aan de (relatief primitieve) synthesizers wist te ontlokken. Terugkijkend vond Padilla het vreemd dat juist synthesizerspecialisten als de band Tangerine Dream, Klaus Schulze en Jean Michel Jarre aan hem voorbijgingen. Een bezoek aan een planetarium bracht daar wijziging in; Jarres Oxygene zou van grote invloed zijn. Tijdens zijn schoolperiode begon het te experimenteren met zijn eerste synthesizer en andere elektronica. Op college (Shasta College in Redding) mocht hij zowel acteren als muziek schrijven en uitvoeren bij gelegenheden. Zijn eerste album The heart of the galaxy kwam uit in 1990; voor een beginnend muzikant binnen de elektronische muziek was toen de muziekcassette hét medium (goedkoop).
Naast muzikant is Padilla tevens acteur en producent van video’s (Craig Padilla Creative Video and Sound Productions), alles vanuit thuisbasis Redding (Californië).
Zijn muziek wordt uitgegeven door allerlei relatief kleine platenlabels gespecialiseerd in de muziek die hij uitgeeft. Daaronder bevindt zich een voor een beperkt aantal opnamen ook het Nederlandse Groove Unlimited. 

## Discografie
- The heart of the galaxy (eigen beheer, 1990)
- Universe met Skip Murphy (eigen beheer, 1992)
- Mystical fantasies (eigen beheer, 1992)
- Edge of eternity (eigen beheer, 1992)
- Beyond, volume 1 (eigen beheer , 1992)
- Spirits of Christmas met Skip Murphy (eigen beheer, 1992, bewerkte kerstliedjes)
- Impulse (eigen beheer, 1993)
- Beyond, volume 2 (eigen beheer, 1994)
- North of the moon met Skip Murphy (eigen beheer, 1995)
- The eye of the storm (See Peace Records 1996)
- Patterns of thought (See Peace Records 1998)
- The soul within (See Peace Music 1999)
- Beyond beta met Skip Murphy (See Peace Music 1999)
- Crystal garden (See Peace Music 1999)
- Beyond volume 1 met Skip Murphy (See Peace Music 1999)
- Edge of eternity (See Peace Music 1999, heruitgave op cd)
- Eccentric spheres (See Peace Music 2000)
- Music for the mind - Live (Vol. 1) (See Peace Music 2000)
- Music for the mind - Live (Vol. 2) (See Peace Music 2000)
- Perspectives on the dreamworld (See Peace Music 2000)
- Reflections in mercury met Skip Murphy (See Peace Music 2001)
- Temporal suspension met Skip Murphy (Space For Music 2001)
- Folding spaces and melting galaxies (Space For Music 2002)
- Vostok (Spotted Peccary, Maart 2002)
- Planetary elements met Skip Murphy (Space For Music, September 2003)
- Echo system met Paul Ellis (Groove Unlimited, Maart 2004)
- Genesis (Spotted Peccary, mei 2004)
- Planetary elements (Volume 2) met Skip Murphy (Space For Music, 2005)
- Path of least resistance met Zero Ohms (Lotuspike, October 2005)
- Phantasma met Skip Murphy (Groove Unlimited, 2006)
- The light in the shadow (Spotted Peccary, November 2006)
- Analog destination met Skip Murphy (Groove Unlimited, 2008)
- Below the mountain (Spotted Peccary, April 2008)
- Cycles (Hemi-Sync / Monroe Institute Products, November 2008)
- Beyond the portal met Zero Ohms & Skip Murphy (Lotuspike, February 2009)
- The heart of the soul (Spotted Peccary, May 2012)
- When the earth is far away met Zero Ohms (Lotuspike, October 2012)
- Strange fish 1 splitalbum LP met Sendelica (Fruits de Mer Records, June 2013)
- Sonar dubbelabum (Fruits de Mer Records, June 2014)
- Land of spirit (Hemi-Sync / Monroe Institute Products, October 2014)
- Life flows water met Howard Givens (Spotted Peccary, March 2015)
- Short circuits LP (Fruits de Mer Records, June 2015)
- Spirit holy rising ep/single met Howard Givens (Spotted Peccary, December 2015)
- Heaven condensed (Spotted Peccary, January 2016)
- Awakening consciousness met Howard Givens (Hemi-Sync / Monroe Institute Products, June 2016)
- Being of light met Howard Givens (Spotted Peccary, September 2017)

## Filmmuziek
- Phobias (Fear Film/Sub Rosa Studios, April 2003)
- Realms of blood met Skip Murphy (Fear Film/Sub Rosa Studios, August 2004)
- Dark woods (JDB/Alliance, May 2006)
- Space crüesader Xbox 360 video game (Unfinity Games, November 2012)

## Stem
- Penguin soldier (uncredited) in Popful Mail videogame voor Sega CD (Working Designs, 1994)
- Hans bearnt in Growlanser II - The sense of justice videogame voor PlayStation 2 (Working Designs, 2004)
- Bulrell in Summon Night 6: Lost Borders videogame voor PlayStation 4 and PSVita (Gaijinworks, October 2017)